# Thomas R. Horton
Thomas Raymond Horton (* April 1822 in Fultonville, New York; † 26. Juli 1894 ebenda) war ein US-amerikanischer Jurist und Politiker. Zwischen 1855 und 1857 vertrat er den Bundesstaat New York im US-Repräsentantenhaus.

## Werdegang
Thomas Raymond Horton wurde ungefähr sieben Jahre nach dem Ende des Britisch-Amerikanischen Krieges in Fultonville im Montgomery County geboren. Er besuchte öffentliche Schulen. Dann studierte er Jura. Nach dem Erhalt seiner Zulassung als Anwalt begann er zu praktizieren. 1848 saß er im Board of Trustees von Fultonville. Er arbeitete sechs Jahre lang als Clerk im Board of Supervisors von Montgomery County. Darüber hinaus war er acht Jahre lang als Friedensrichter tätig. Zwischen 1841 und 1857 gab er den Amsterdam Recorder heraus und war dort als Verleger tätig.
Bei den Kongresswahlen des Jahres 1854 für den 34. Kongress wurde Horton für die Opposition Party im 18. Wahlbezirk von New York in das US-Repräsentantenhaus in Washington, D.C. gewählt, wo er am 4. März 1855 die Nachfolge von Peter Rowe antrat. Da er auf eine erneute Kandidatur im Jahr 1856 verzichtete, schied er nach dem 3. März 1857 aus dem Kongress aus.
Er schloss sich dann der Republikanischen Partei an. Als Delegierter nahm er 1860 an der Republican National Convention in Chicago teil. Während des Bürgerkrieges diente er zwischen 1862 und 1864 als Adjutant im 115. Regiment der New York Volunteer Infanterie. Danach war er als Herausgeber und Verleger der Montgomery County Republican tätig. Am 26. Juli 1894 verstarb er in Fultonville und wurde dann auf dem Village Cemetery beigesetzt.